# براشهیرز (آرکانزاس)
براشهیرز (به انگلیسی: Brashears) یک منطقهٔ مسکونی در ایالات متحده آمریکا است که در شهرستان مدیسون، آرکانزاس واقع شده‌است. براشهیرز ۴۵۲٫۰۲ متر بالاتر از سطح دریا واقع شده‌است.